# 萨尔瓦多打黑
萨尔瓦多打擊黑幫是2022年3月起萨尔瓦多政府进行的一场被称为例外状态（西班牙語：Régimen de Excepción）和反帮派战争（西班牙語：Guerra Contra las Pandillas）的镇压行动。鎮壓行動的起因是2022年3月25日至27日期間，該國犯罪激增，在这段时间内，萨尔瓦多境內有87人被杀害。萨尔瓦多政府将谋杀案激增归咎于该国的犯罪团伙，因此萨尔瓦多立法议会批准該國進入紧急状态，該國人民的结社和聘請律師、法律顧問的权利被凍結，犯罪嫌疑人起诉前的拘留时间被延长，議會還通過了其他扩大该国执法机构权力的措施。
截至2023年8月10日，已有超过72,000名被指控與犯罪团伙有关联的人被逮捕，这导致萨尔瓦多监狱人滿為患。截至2023年5月16日，已有5,000名被拘留人員被释放。
在萨尔瓦多国内，許多厭惡帮派暴力的萨尔瓦多人支持政府这一镇压行动。包括智利、哥伦比亚、哥斯达黎加、危地马拉、洪都拉斯、厄瓜多尔和秘鲁等国在內的拉丁美洲各国，已经或呼吁实施类似萨尔瓦多总统納伊布·布克萊采取的鎮壓行動。然而人权组织表示，薩爾瓦多政府隨意逮捕他人，而且被捕人員与帮派暴力关系不大，一些美国政府官員对该国打击暴力犯罪的手段表示担忧，而且希望薩爾瓦多盡快結束緊急狀態；萨尔瓦多总统納伊布·布克萊對這些批评言論不以為然，而且還駁斥這些批評。
2023年1月，薩爾瓦多国防部长雷内·梅里诺·蒙罗伊宣布，根據政府掌握的情況，2022年共發生496起谋杀案，较2021年的1,147起谋杀案减少了56.8%。他表示正是因為該國打击犯罪团伙才使得谋杀案大幅减少。同月，薩爾瓦多政府开设了反恐怖主義監禁中心
（CECOT），称该监狱可容纳40,000名囚犯。